# Priscah Jeptoo
Priscah Jeptoo (Condado de Nandi, Kenia, 26 de junio de 1984) es una atleta keniana, especialista en la prueba de maratón, con la que llegó a ser subcampeona mundial en 2011.

## Carrera deportiva
En el Mundial de Daegu 2011 ganó la medalla de plata en la maratón con un tiempo de 2:29.00 segundos, quedando situada en el podio entre dos compatriotas kenianas, el oro lo ganó Edna Kiplagat y el bronce Sharon Cherop.
En el año 2013 ganó la maratón de Nueva York, llegando a meta en un tiempo de 2:25:07 segundos.

## Vida personal
Conoció a Abel Kirui en un campo de entrenamiento, quien la invitó a visitar la Iglesia Adventista del Séptimo Día, de la que era miembro. Jeptoo comenzó a visitar la Iglesia regularmente, se bautizó en la misma y se casó con uno de sus fieles. Junto con sus compañeros adventistas Abel Kirui y Amos Tirop Matui fundó la Better Living Marathon.